# Кхаккха

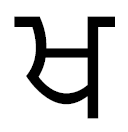

Кхаккха (в.-пандж. ਖੱਖਾ), кхуккха (хинди खुक्खा), ਖ — седьмая буква алфавита гурмукхи, обозначает придыхательный глухой велярный взрывной согласный. Графически близка буква тхаттха — ਥ, омоглифичная пара «кха — тха» характерна только для гурмукхи и бенгальского.